# Barbakan
Barbakan är ett berg i Antarktis. Det ligger i Sydshetlandsöarna. Argentina, Chile och Storbritannien gör anspråk på området. Toppen på Barbakan är 300 meter över havet, eller 38 meter över den omgivande terrängen. Bredden vid basen är 1,7 km.
Terrängen runt Barbakan är huvudsakligen kuperad, men åt nordost är den platt. Havet är nära Barbakan åt sydost. Trakten är glest befolkad. Närmaste befolkade plats är Commandante Ferraz Station, 13,3 kilometer nordväst om Barbakan. 